# André Senghor
André Koupouleni Senghor est un footballeur sénégalais, né le 28 janvier 1986, à Dakar. Il joue au poste d'attaquant. Il est actuellement libre de tout contrat.

## Biographie
Comme tous les jeunes footballeurs sénégalais, il a joué aux championnats populaires du Sénégal (Navétanes) à l'ASC Dental de l'unité 20 des Parcelles assainies de Dakar (cadet et junior).
Le 28 mars 2009, il connaît sa première sélection avec les « Lions de la Térenga », contre l'Oman.